# Faust (álbum)
Faust es el primer álbum del grupo alemán de krautrock Faust, en 1971. Tanto el disco de vinilo original como su funda eran transparentes, siendo la portada una imagen por rayos-X de una mano humana serigrafiada por su parte externa. También incluía una lámina de plástico transparente con las letras y los créditos impresos en rojo. 

## Música
La música de Faust está marcadamente encajada en la vanguardia, incluso quizá más que en el rock. Un aire de expresionismo, dadaísmo y de música concreta son la base de sus composiciones; llenas de elementos teatrales y de cantos guerreros, letras mayormente sin sentido, bastante surrealistas. 
El primer corte, Why Don't You Eat Carrots, es una de las máximas obras maestras del rock, un collage sónico al estilo de Frank Zappa que desafía cualquier pieza concebida antes de ella (incluso por el mismo Zappa). Empieza con una ráfaga radioactiva, una distorsión de ruido blanco que nos conduce al sampleo de dos canciones populares de rock, Satisfaction de The Rolling Stones y All You Need Is Love de The Beatles, que están subordinadas ante este "muro" que actúa como pared sónica y aparentemente sin dejar libre a nada. podría interpretarse como una lucha, entre dos géneros de música bastante distanciados, el pop y la vanguardia, uno termina siendo absorbido por la inconsistencia, disociación, densidad del otro, como un hombre tragado por un monstruo. Luego, una frase musical de piano improvisado, nos conduce al primer cuerpo de la canción: una frase (de música de cabaret) que se repite constantemente, con un cierto aire a "absurdo", domina toda la sección hasta que se produce el primer quiebre; aquí es notoria la influencia del compositor, también alemán, Karlheinz Stockhausen y su manipulación electrónica, en especial la de la obra maestra "Gesang Der Junglinge" de la que se puede oír muchas similitudes con esta sección. Después, retorna la frase con una improvisación de fondo, que nos hace creer aún más en la teoría del absurdo, la patética pared sonora le otorga un carácter de "marcha sin sentido" al solo de saxofón que la acompaña, hasta que todo estalla en un riff de guitarra que solo anuncia a las voces de estos genios "recitando" mensajes sin sentido (tal vez a la inconsistencia de la vida) mientras los acompaña el arrollador riff. Posteriormente se hace un paréntesis para insertar otro pedazo del collage, una sección recitada de alguna obra teatral, con diálogos en alemán. Finalmente termina en el riff inicial, que se desvanece en una nube de ruido como al inicio.
La segunda es Meadow Meal, con un inicio tenebroso, rico en elementos de música concreta y sampleos, partes disociadas que inducen a pensar en el desorden y en el caos, una atmósfera nocturna rodea estos primeros minutos. Hasta que un arpegio (introduciéndonos en un nuevo universo de densidad sonora) que aparece de la nada nos lleva al recital, una sarta de palabras igualmente carentes de sentido (Dadaísmo), de pronto pasamos a un monstruoso y demente riff de guitarra. Finalmente todo termina en una tormenta y un sonido celestial que actúa como contrapunto, como de ángeles descendiendo en el caos de la noche, como tratando de combinar lo incombinable.
Sin embargo estas dos solo estaban preludiando a la verdadera obra maestra, probablemente la pieza más completa, densa, terrorífica y épica de las tres, la monstruosamente bella Miss Fortune. Esta sinfonía del caos y el absurdo nace como una composición psicodélica, un collage sónico de piezas y piezas superpuestas que nos induce (aparte de un hipnótico trance) a pensar en el tema recurrente del disco: lo disociado, la incoherencia, lo inconexo y más principalmente el absurdo. Conducida por un ritmo Motorik (como era usual en el Krautrock y siempre in crescendo), parece una danza homenaje a la inconsistencia, al caos y al absurdo. Después de la hipnosis, una pieza de música vanguardista hace su aparición. Es algo notorio en la música de Faust el uso del "Silencio tétrico", es decir en los momentos de supuesta calma siempre puede escucharse un débil sonido de fondo aterrador, misterioso del que nunca se puede escapar, uno queda atrapado en la música, a pesar de su no-presencia. Así empieza esa sección, hasta que una voz pronuncia las primeras frases irreconocibles, un lamento acompañado por una marcha fúnebre que no pierde el sin-sentido, la tenebrosidad y lo maléfico, que ya es característico. Después de este estado de inconsciencia, empieza a surgir una voz distorsionada aún más tétrica, casi demoniaca, viniendo desde el fondo de lo más oscuro del ser, una carcajada moribunda; acompañada por un sonido electrónico que oscila frecuentemente que nos van llevando, presagiando a la conclusión de algo, de la existencia. He aquí donde todo termina, todo se corta y se queda en silencio, pero es solo un silencio de tensión, del cual sabemos que vendrá la conclusión; al final, con estas palabras resumen la existencia: Are We Supossed To Be Or Not To Be? (¿Se supone que debemos ser o no ser'). Todo un fragmento le sigue, tratando de explicar el sentido de las cosas en su conjunto. Con estas palabras termina esta canción que es como un ensayo del sentido y del movimiento más primigenio de la vida. 
Lamentablemente y pese a haber compuesto una de las mayores obras del pensamiento humano, Faust no tuvo casi ningún éxito de ventas.Sin embargo, fue aclamado por la crítica musical del momento.

## Lista de canciones

### Cara 1
1. "Why Don't You Eat Carrots?" (Faust) – 9.31
2. "Meadow Meal" (Faust, Sosna) – 8.02

### Cara 2
1. "Miss Fortune" (Faust) – 16.35

## Personal
- Werner "Zappi" Diermaier – Batería, percusión, conductor
- Hans Joachim Irmler – Órgano
- Arnulf Meifert – Batería, percusión
- Jean-Hervé Péron – Voz, bajo, guitarra acústica, trompeta
- Rudolf Sosna – Guitarra y teclados
- Gunter Wüsthoff – Instrumentos de viento y sintetizador

### Sonido y trabajo artístico
- Kurt Graupner – Ingeniero de sonido
- Uwe Nettelbeck – Productor, diseño del álbum
- Andy Hertel – modelo de la portada (mano)

## Historia del lanzamiento
- Faust fue reeditado por Recommended Records en 1979.